# 麥狄恩
雨果·皮埃爾·勒克萊爾（法語：Hugo Pierre Leclercq，1994年05月30日—），亦稱為麥狄恩（法語：Madeon）是位來自法国南特的DJ、音樂製作人。他在17歲憑藉著YouTube影片「Pop Culture」受到大眾討論，這段Novation Launchpad表演短短幾天收穫數百萬人次觀看。麥狄恩在2012年推出首張EP《The City》，首張錄音室專輯《夢想啟航》於2015年發行。